# Géométallurgie
 (avril 2017).
Si vous disposez d'ouvrages ou d'articles de référence ou si vous connaissez des sites web de qualité traitant du thème abordé ici, merci de compléter l'article en donnant les références utiles à sa vérifiabilité et en les liant à la section « Notes et références ».
La géométallurgie se rapporte à la pratique combinée de la géologie, des géostatistiques et de la métallurgie (ou plus précisément de la métallurgie extractive) afin de conduire des projets miniers prenant en compte à la fois les ressources minérales, le procédé d'extraction et les enjeux sociétaux, environnementaux et économiques.
Il y a quatre composantes principales dans un programme géométallurgique:
- La compréhension des données géologiques: les ressources minérales et leur abondance dans la croûte terrestre.
- La capacité à modéliser conjointement les ensembles géologiques étudiés et les procédés industriels.
- Une compréhension poussée des techniques de minéralurgie extractive afin de maximiser la récupération des éléments valorisables et des co-produits.
- Une prise en compte des aspects et impacts environnementaux, économiques et sociétaux de l'industrie minière.